# Déu en el cristianisme
Es creu que Déu en el cristianisme és l'ésser etern i suprem que va crear i conserva totes les coses. Els cristians creuen en una concepció monoteista de Déu, que és alhora transcendent (totalment independent de l'univers material) i immanent (implicat en l'univers material). Els ensenyaments cristians sobre la transcendència, la immanència i la implicació de Déu en el món i el seu amor per la humanitat exclouen la creença que Déu és de la mateixa substància que l'univers creat (rebuig del panteisme), però accepten que la naturalesa divina de Déu està hipostàticament unida a la naturalesa humana en la persona de Jesucrist, en un esdeveniment únic conegut com "l'Encarnació".
Les opinions dels primers cristians de Déu s'expressaven a les epístoles paulines i als primers credos cristians, que proclamaven un sol Déu i la divinitat de Jesús. Encara que algunes sectes primerenques del cristianisme, com els ebionites judeocristians, van protestar contra l'apoteosi de Jesús, el concepte que Jesús era un amb Déu va ser acceptat per la majoria dels cristians gentils. Això va formar un aspecte de la divisió del primer cristianisme i el judaisme, ja que les opinions cristianes gentils de Déu van començar a divergir de les ensenyances tradicionals jueves de l'època.
La teologia dels atributs i la naturalesa de Déu s'ha discutit des dels primers temps del cristianisme, amb Ireneu escrivint al segle ii: "A la seva grandesa no li falta res, sinó que conté totes les coses". Al segle viii, Joan de Damasc va enumerar divuit atributs que segueixen sent àmpliament acceptats. Amb el pas del temps, els teòlegs cristians van desenvolupar llistes sistemàtiques d'aquests atributs, alguns basats en declaracions de la Bíblia (per exemple, l'oració del Parenostre, que afirma que el Pare és al Cel), altres basats en raonaments teològics. El Regne de Déu és una frase destacada en els evangelis sinòptics, i encara que hi ha un acord gairebé unànime entre els estudiosos que representa un element clau dels ensenyaments de Jesús, hi ha poc acord acadèmic sobre la seva interpretació exacta.
Encara que el Nou Testament no té una doctrina formal de la Trinitat com a tal, "parla repetidament del Pare, del Fill i de l'Esperit Sant... de tal manera que obliga a una comprensió trinitària de Déu". Al voltant de l'any 200 dC, Tertul·lià va formular una versió de la doctrina de la Trinitat que afirmava clarament la divinitat de Jesús. Aquest concepte es va ampliar més tard al Primer Concili de Nicea l'any 325 dC, i una forma definitiva posterior va ser produïda pel Concili Ecumènic de 381. La doctrina trinitària sosté que el Déu Fill, el Déu Pare i el Déu Esperit Sant són tots hipòstasis diferents (persones) d'una mateixa substància, i no es considera tradicionalment un triteisme. El trinitarisme es va practicar posteriorment a través del cristianisme de Nicea, i constitueix una pedra angular de la comprensió cristiana moderna de Déu, encara que algunes denominacions cristianes tenen visions no trinitàries sobre Déu.